# Гбанді (народ)
Гбанді (або Банді, Банде, Гбанде, Гбунде)- це етнічна група з Ліберії. Так само називається і мова, якою вони розмовляють.

## Люди
Населення оцнюється в 107 000 чоловік; багато з яких втекли в Гвінею під час   громадянської війни в Ліберії. Гбанді сповідують іслам і християнство, а також деякі традиційні вірування.

## Мова
Мова гбанді-це Південно-Західний діалект мови манді. Є шість діалектів цієї мови: Тахамба, Вавана, Вулукога, Гасала, Лукаса і Гембех